# 미토정 (시마네현)
미토정(美都町)은 시마네현 미노군의 옛 정이다.
2004년 11월 1일에 합병해, 마스다시의 일부가 되었다.

## 역사
- 1954년 4월 1일 - 3개의 촌이 합병해 미토촌이 성립하였다.
- 1957년 4월 1일 - 미토촌이 정으로 승격해 미토정이 되었다.
- 2004년 11월 1일 - 마스다시에 편입되었다. 동일 미토정은 폐지되었다.

## 교통

### 도로
- 국도 제191호선 (일본)(일본어판)